# Subterra
Subterra a.s. je multioborová stavební společnost, která je součástí koncernu Metrostav. Její výrobní program zahrnuje podzemní, pozemní i dopravní stavitelství. Subterra rovněž zajišťuje technická zařízení budov a technologické celky v rámci velkých infrastrukturálních staveb.

## Historie
Počátek historie společnosti sahá do roku 1964. V září uvedeného roku byl proveden první odpal na pokusné ražbě štolového přivaděče pitné vody ze Želivky do Prahy. To byl začátek vývoje podniku, který se od samostatného útvaru Uranových dolů Příbram přes odštěpný závod Želivka, národní podnik Podzemní inženýrské stavby, koncernový podnik Výstavba dolů uranového průmyslu, státní podnik Subterra, přeměnil až na dnešní akciovou společnost Subterra a.s. Ta byla na základě privatizačního projektu založena k 1. dubnu 1992.
Od té doby společnost rozšiřovala svoji nabídku na občanskou, bytovou a průmyslovou výstavbu i na další obory inženýrského stavitelství. Největší podíl v její produkci představují stavby podzemní a dopravní.
V roce 2004 se Subterra stala členem skupiny Metrostav.
Působnost Subterry sahá za hranice České republiky, své pobočky má v Německu, Srbsku, Maďarsku, Chorvatsku, Švédsku a na Slovensku.

## Významné stavby

### Dokončené stavby
- Pražské metro, linka A – výstavba stanice Nádraží Veleslavín, 2010–2015
- ZOO pěti kontinentů, Jihlava, 2011–2015[3]
- Obytný soubor Rezidence Lesopark – 1. etapa, Praha-Letňany, 2011–2012
- Elektrárna Počerady – provedení elektroinstalace, 2011–2013
- Optimalizace trati Praha Bubeneč – Praha Holešovice, 2012–2015[4]
- Rekonstrukce traťového úseku Budapešť-Kelenföld–Tárnok, Maďarsko, 2012–2015[5]
- Škoda Icerink, Praha, 2017[6] (stavba roku 2018)
- Tunel Bancarevo, Srbsko, Dálnice A4, 2012–2017
- Tunel Herrschaftbuck, Dálnice A98, Německo, 2017–2022
- Rekonstrukce Lochkovského a Komořanského tunelu, Dálnice D0

### Stavby v realizaci (1. 2022)
- Tunel Milochov, Železniční trať Púchov – Považská Bystrica, Slovensko 2016–2022 (2021 jednokolejný provoz)
- Tunel Spitzenberg, Dálnice A44, Německo, od 2017 (plánované ukončení 2022)
- Rekonstrukce Glam-Gallasova paláce, Praha, od 2018 (plánované ukončení 2022)
- Modernizace ventilace a elektroinstalace v pražském metru, od 2019 (plánované ukončení 2022)
- Tunel Skärholmen, Stockholmský obchvat, Švédsko, od 2016 (plánované ukončení 2022)
- Tunel Kramer, Garmisch-Partenkirchen, Německo, od 2019 (plánované ukončení 2023)